# Variedad racional
En matemáticas, una variedad racional es una variedad algebraica sobre un cuerpo K dado, que es birracionalmente equivalente a un espacio proyectivo de alguna dimensión sobre K. Esto significa que su cuerpo de función es isomorfo a
{\displaystyle K(U_{1},\dots ,U_{d}),}
el cuerpo de todas las funciones racionales para algún conjunto {\displaystyle \{U_{1},\dots ,U_{d}\}} de indeterminaciones, donde d es la dimensión de la variedad.

## Racionalidad y parametrización
Sea V una variedad algebraica afín de dimensión d definida por un ideal primo I = ⟨f1, ..., fk⟩ en {\displaystyle K[X_{1},\dots ,X_{n}]}. Si V es racional, entonces hay n + 1 polinomios g0, ..., gn en {\displaystyle K(U_{1},\dots ,U_{d})} tales que {\displaystyle f_{i}(g_{1}/g_{0},\ldots ,g_{n}/g_{0})=0.} En otras palabras, se tiene una  {\displaystyle x_{i}={\frac {g_{i}}{g_{0}}}(u_{1},\ldots ,u_{d})} de la variedad.
Por el contrario, tal parametrización racional induce un homomorfismo del cuerpo de funciones de V en {\displaystyle K(U_{1},\dots ,U_{d})}. Pero este homomorfismo no es necesariamente sobreyectivo. Si existe tal parametrización, se dice que la variedad es unirracional. El teorema de Lüroth (véase más abajo) implica que las curvas unirracionales son racionales. El teorema de Castelnuovo implica también que, en característica cero, toda superficie unirracional es racional.

## Cuestiones de racionalidad
Una cuestión de racionalidad pregunta si una extensión de cuerpos dada es racional, en el sentido de ser (excluyendo isomorfismos) el cuerpo funcional de una variedad racional; dichas extensiones de cuerpo también se describen como extensión de cuerpos. Más precisamente, la pregunta de racionalidad para la extensión de cuerpos {\displaystyle K\subset L} es la siguiente: ¿Es {\displaystyle L} isomorfo a una función racional sobre {\displaystyle K} en el número de indeterminaciones dado por la extensión transcendente?
Hay varias variaciones diferentes de esta pregunta, que surgen de la forma en que se construyen los cuerpos {\displaystyle K} y {\displaystyle L}.
Por ejemplo, sea {\displaystyle K} un cuerpo y sean
{\displaystyle \{y_{1},\dots ,y_{n}\}}
indeterminaciones sobre K y sea L el cuerpo generado sobre K por ellos. Considérese un grupo finito {\displaystyle G} que permuta esas constantes indeterminadas sobre K. Según la  teoría de Galois estándar, el conjunto de puntos fijos de este grupo de acción es un subcuerpo de {\displaystyle L}, normalmente denominado {\displaystyle L^{G}}. La cuestión de racionalidad para {\displaystyle K\subset L^{G}} se llama problema de Noether y pregunta si este cuerpo de puntos fijos es o no una extensión puramente trascendente de K.
En el artículo de (Noether, 1918) sobre la teoría de Galois, estudió el problema de parametrizar las ecuaciones con un grupo de Galois dado, que redujo al problema de Noether, quien mencionó este problema por primera vez en (Noether, 1913), donde lo atribuyó a E. Fischer. Demostró que esta proposición era cierta para n = 2, 3 o 4. txt () encontró un contraejemplo del problema de Noether, con n = 47 y G un grupo cíclico de orden 47.

## Teorema de Lüroth
Un caso célebre es el problema de Lüroth, que Jacob Lüroth resolvió en el siglo XIX. El problema de Lüroth se refiere a las subextensiones L de K (X), las funciones racionales en con un único valor indeterminado X. Cualquiera de estos cuerpos es igual a K o también es racional, es decir, L = K(F) para alguna función racional F. En términos geométricos, esto establece que una aplicación racional no constante desde la recta proyectiva hacia una curva C solo puede producirse cuando C también tiene genus 0. Ese hecho se puede leer geométricamente a partir de la fórmula de Riemann-Hurwitz.
Aunque a menudo se piensa que el teorema de Lüroth es un resultado no elemental, desde hace tiempo se han descubierto varias demostraciones breves elementales. Estas pruebas simples utilizan solo los conceptos básicos de la teoría de cuerpos y el lema de Gauss para polinomios primitivos (véase, por ejemplo, Another elementary proof of Luroth's theorem).

## Irracionalidad
Una variedad unirracional V sobre un cuerpo K es aquella dominada por una variedad racional, de modo que su cuerpo funcional K(V) se encuentra en un cuerpo trascendental puro de tipo finito (que puede elegirse como de grado finito sobre K(V) si K es infinito). La solución del problema de Lüroth muestra que para curvas algebraicas, racional y unirracional son lo mismo, y el teorema de Castelnuovo implica que para superficies complejas unirracional implica racional, porque ambos se caracterizan por la desaparición tanto del genus aritmético como del segundo plurigenus. Zariski encontró algunos ejemplos (como la superficie de Zariski) en la característica p > 0 que son unirracionales pero no racionales. Clemens y Griffiths (1972) demostró que una variedad algebraica tridimensional cúbica, en general no es una variedad racional, proporcionando un ejemplo para tres dimensiones de que la unirracionalidad no implica racionalidad. Su trabajo utilizó un jacobiano intermedio.
Iskovskih y Manin (1971) demostró que todas las hipersuperficies de grado 4 de dimensión 3 en un espacio proyectivo de 4 dimensiones no singulares son irracionales, aunque algunas de ellas son unirracionales. Artin y Mumford (1972) encontró algunos 3 variedades unirracionales con torsión no trivial en su tercer grupo de cohomología, lo que implica que no son racionales.
Para cualquier cuerpo K, János Kollár demostró en 2000 que una forma cúbica suave de dimensión al menos 2 es unirracional si tiene un punto definido sobre K. Esta es una mejora de muchos resultados clásicos, comenzando con el caso de las superficies cúbicas (que son variedades racionales sobre una clausura algebraica). Otros ejemplos de variedades que se muestran unirracionales son muchos casos de curvas en un espacio de módulos.

## Variedad racionalmente conectada
Una variedad racionalmente conectada (o variedad sin reglas) V es una variedad algebraica proyectiva sobre un cuerpo algebraicamente cerrado tal que por cada dos puntos pasa la imagen de una aplicación regular de la recta proyectiva sobre V. De manera equivalente, una variedad está racionalmente conectada si cada dos puntos están conectados por una curva algebraica contenida en la variedad.
Esta definición difiere de la de conjunto conexo solo por la naturaleza del camino, pero es muy diferente, ya que las únicas curvas algebraicas que están racionalmente conectadas son las racionales.
Toda variedad racional, incluidas las del espacio proyectivo, está racionalmente conectada, pero lo contrario es falso. La clase de las variedades racionalmente conectadas es, pues, una generalización de la clase de las variedades racionales. Las variedades unirracionales están conectadas racionalmente, pero no se sabe si ocurre lo contrario.

## Variedades establemente racionales
Una variedad V se denomina establemente racional si {\displaystyle V\times \mathbf {P} ^{m}} es racional para algún {\displaystyle m\geq 0}. Por tanto, cualquier variedad racional es, por definición, establemente racional. Los ejemplos construidos por Beauville et al. (1985) muestran que lo contrario es falso.
Schreieder (2019) demostró que en general, numerosas hipersuperficies {\displaystyle V\subset \mathbf {P} ^{N+1}} no son establemente racionales, siempre que el grado de V sea al menos {\displaystyle \log _{2}N+2}.